# Robert M. Flynn
Robert M. Flynn († 5. März 1996) war ein Requisiteur.

## Leben
Robert M. Flynn war Ende der 1960er Jahre Mitarbeiter der Universal City Studios. Für seinen dort getätigten Umbau eines Maschinengewehrs für Filmaufnahmen wurde er 1970 gemeinsam mit dem ebenfalls bei den Universal City Studios angestellten Russell Hessey mit dem Oscar für technische Verdienste (Class III) ausgezeichnet. In den 1970er Jahren arbeitete er bei verschiedenen Film- und Fernsehproduktionen als Requisiteur.
Flynn starb 1996.

## Filmografie
- 1974: Barney Miller (Fernsehserie, 1 Episode)
- 1974: Gefahr am Niagara (The Great Niagara; Fernsehfilm)
- 1975: Rafferty und die wilden Mädchen (Rafferty and the Gold Dust Twins)
- 1975: Three for the Road (Fernsehserie, 1 Episode)
- 1976: Wildes neues Land (Young Pioneers, Fernsehfilm)
- 1976: Das Millionen-Dollar-Ding (The Million Dollar Rip-Off, Fernsehfilm)
- 1976–1977: Die Tony Randall Show (The Tony Randall Show, Fernsehserie, 7 Episoden)

## Auszeichnungen und Nominierungen
- 1970: Auszeichnung mit dem Oscar für technische Verdienste (Class III), an Flynn und Russell Hessey (beide Universal City Studios, Inc.) „for a machine-gun modification for motion picture photography“[1]